# Longcroft (Falkirk)
Pour l’article homonyme, voir Longcroft.
Longcroft est un village dans le Falkirk, en Écosse.